# Vocallies
『Vocallies』（ボーカリーズ）は、1993年10月21日にEpic/Sony Recordsから発売された久宝留理子の5作目のアルバム。規格品番はESCB-1413。

## 概要
前作『Go! Go! everyday』から実に1年2カ月ぶりのリリースとなっており、久宝のアルバムでは初めて長い期間を置いて発表された。久宝自身と、後にT.M.Revolutionやいきものがかりなどを手がける岡田宣との共同プロデュース作品となっている。
先行シングル「「男」」のヒットによって一躍その名が知られることとなり、本作もヒットし、初となるオリコン・アルバムチャートのTOP10入りを果たした。その他のシングル「泣かずにいられない」「涙の数だけ」も収録している。
後にクレイジーケンバンドのメンバーとなる小野瀬雅生が楽曲提供したM-6「Goodbye Piano」を除く全曲の作詞を久宝自身が手掛けた（うち1曲は作詞・作曲とも）。前々作、前作から再度楽曲スタッフを変え、その後数多の楽曲を手掛ける伊秩弘将が初参加している。
10曲目「夜明け」は、「夜明け 〜My Will〜」として1994年2月発売のシングル「薄情」のカップリング曲としてリカットされた。

## 収録曲
| 全作詞: 久宝留理子（except M-6 作詞：小野瀬雅生（from クレイジーケンバンド））。 |                                  |                                                                           |                                          |          |      |
| #                                                                                | タイトル                         | 作詞                                                                      | 作曲                                     | 編曲     | 時間 |
| 1.                                                                               | 「「男」」                       | 久宝留理子（except M-6 作詞： 小野瀬雅生 （from クレイジーケンバンド ）） | 伊秩弘将                                 | 是永巧一 | 4:12 |
| 2.                                                                               | 「My Dear」                      | 久宝留理子（except M-6 作詞： 小野瀬雅生 （from クレイジーケンバンド ）） | SORA                                     | 今泉洋   | 4:31 |
| 3.                                                                               | 「涙の数だけ」                   | 久宝留理子（except M-6 作詞： 小野瀬雅生 （from クレイジーケンバンド ）） | 伊秩弘将                                 | 原一博   | 4:36 |
| 4.                                                                               | 「Non Stop Seven Days」          | 久宝留理子（except M-6 作詞： 小野瀬雅生 （from クレイジーケンバンド ）） | 久宝留理子                               | 小倉博和 | 3:17 |
| 5.                                                                               | 「帰らない夏」                   | 久宝留理子（except M-6 作詞： 小野瀬雅生 （from クレイジーケンバンド ）） | 伊秩弘将                                 | 清水信之 | 4:56 |
| 6.                                                                               | 「Goodbye Piano」                | 久宝留理子（except M-6 作詞： 小野瀬雅生 （from クレイジーケンバンド ）） | 小野瀬雅生 （from クレイジーケンバンド） | 小倉博和 | 5:28 |
| 7.                                                                               | 「笑って泣いて愛して」           | 久宝留理子（except M-6 作詞： 小野瀬雅生 （from クレイジーケンバンド ）） | SORA                                     | 今泉洋   | 5:26 |
| 8.                                                                               | 「50/50(フィフティ/フィフティ)」 | 久宝留理子（except M-6 作詞： 小野瀬雅生 （from クレイジーケンバンド ）） | 桑村達人                                 | 重実徹   | 5:21 |
| 9.                                                                               | 「泣かずにいられない」           | 久宝留理子（except M-6 作詞： 小野瀬雅生 （from クレイジーケンバンド ）） | 羽田一郎                                 | 遠山淳   | 4:31 |
| 10.                                                                              | 「夜明け」                       | 久宝留理子（except M-6 作詞： 小野瀬雅生 （from クレイジーケンバンド ）） | 伊秩弘将                                 | 大谷和夫 | 4:44 |
| 合計時間:                                                                        | 合計時間:                        | 合計時間:                                                                 | 合計時間:                                | 47:02    |      |

### 参加ミュージシャン
| 「男」 - Guitars：是永巧一 - Keyboards：潮崎裕己 - Synthesizer Programming：松井隆雄 - Background Vocal：久宝留理子 My Dear - Drums：江口信夫 - E.Bass：美久月千晴 - Guitars：今泉洋 - Keyboards：大谷幸 - Percussion：菅原裕紀 - Harp：八木のぶお - Background Vocal：久宝留理子 涙の数だけ - Keyboards：原一博 - E.Bass：美久月千晴 - Guitars：増崎孝司 - Background Vocal：久宝留理子 Non Stop Seven Days - Drums：小田原豊 - E.Bass：根岸孝旨 - Guitars：小倉博和 - Keyboards：斎藤有太 - Synthesizer Programming：角谷仁宜 - Trumpet：Larry Hall, Frank Szabo - Sax：Joel Peskin - Trombone：Alan Kaplan - Horn Conductor：Bill Meyers - Background Vocal：久宝留理子 帰らない夏 - All Instruments：清水信之 - Background Vocal：久宝留理子 | Goodbye Piano - Guitars：小倉博和 - Synthesizer Programming：菅原弘明 - Keyboards：斎藤有太 - Background Vocal：久宝留理子・小倉博和・菅原弘明 笑って泣いて愛して - Drums：江口信夫 - E.Bass：美久月千晴 - Guitars：今泉洋 - Keyboards：大谷幸 - Percussion：菅原裕紀 - Harp：八木のぶお - Background Vocal：久宝留理子 50/50(フィフティ/フィフティ) - Keyboards：重実徹 - E.Guitar：土方隆行 - A.Guitar：古川昌義 - Sax：古村敏比古 - Background Vocal：久宝留理子 泣かずにいられない - Drums：大久保敦夫 - E.Bass：美久月千晴 - Guitar：是永巧一・羽田一郎 - Keyboards：遠山淳 - Background Vocal：久宝留理子・EPIC All Stars 夜明け - Drums：岡本郭男 - E.Bass：渡辺直樹 - Guitars：梶原順 - A.Piano：大谷和夫 - Strings：篠崎正嗣グループ |